# Парламент Шотландии
Парламент Шотландии (англ. Scottish Parliament; гэльск. Pàrlamaid na h-Alba; скотс Scots Pairlament) — однопалатный законодательный орган Шотландии. Возникновение парламента Шотландского королевства в виде собрания Генеральных Штатов относится к XIII веку. В 1707 г., после объединения Англии и Шотландии в соединённое королевство Великобритания, шотландские парламентарии вошли в состав объединённого Парламента вновь созданного королевства. Шотландский парламент вновь обрёл ограниченные полномочия лишь после восстановления в 1999 г., — согласно Шотландскому акту 1998 года, — в рамках процесса деволюции законодательной и исполнительной власти Великобритании.

## История

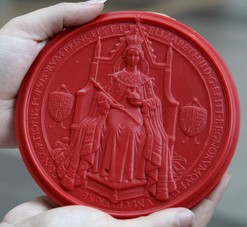
Большая печать Шотландии, которой скрепляются законодательные акты Шотландии, утверждённые монархом.

Требования о воссоздании отдельного парламента для Шотландии звучали на протяжении всех трёхсот лет существования Великобритании. Они особенно усилились после обнаружения в 1960-х гг. у шотландского побережья Северного моря больших запасов нефти. Национальная партия Шотландии обвиняла правительство страны в том, что средства от продажи шотландской нефти не направляются в должном объёме на развитие самой Шотландии. Однако референдум 1 марта 1979 г. о создании отдельного шотландского парламента провалился: несмотря на то, что 52 % голосовавших высказалось за восстановление парламента, это составило 32,9 % зарегистрированных избирателей и явка не достигла требуемых по законодательству 40 %. На протяжении 1980-х—1990-х гг. требования о проведении нового референдума только усиливались, поскольку правительство Великобритании контролировали консерваторы, которые на выборах в Шотландии постоянно терпели тяжёлые поражения. Лозунг восстановления шотландского парламента стал одним из основных элементов избирательной программы лейбористов. В мае 1997 г. Лейбористская партия во главе с Тони Блэром одержала победу на парламентских выборах в Великобритании и сформировала новое правительство.
11 сентября 1997 г. в Шотландии прошёл повторный референдум, на котором более 60 % граждан высказалось в пользу создания отдельного шотландского парламента. Выборы депутатов прошли весной 1999 г., а 12 мая 1999 г. прошло первое заседание восстановленного парламента Шотландии. 1 июля 1999 года королева Елизавета II официально открыла парламент. Специально для шотландского парламента в Эдинбурге было построено новое здание.
Создание отдельного парламента для Шотландии не привело к исключению шотландских депутатов из состава парламента Великобритании: в Шотландии по-прежнему проводятся общегосударственные выборы и шотландские депутаты по-прежнему участвуют в работе высшего законодательного органа страны и формировании правительства Великобритании.

## Компетенция
Согласно Акту о Шотландии 1998 года и существенно дополнившему его Акту о Шотландии 2016 года, в компетенцию современного парламента Шотландии входят вопросы, делегированные ему парламентом Великобритании, которые касаются внутренних вопросов Шотландии. Парламент Шотландии не имеет права решать вопросы, находящиеся в исключительной компетенции Парламента Великобритании. Несмотря на действующую конституционную доктрину о верховенстве власти Парламента Великобритании на территории всей страны, Соединённое королевство не имеет единой правовой системы, которая поделена между общим английским правом и шотландским правом, а трактование законодательства находится в компетенции судов данных отдельных юрисдикций, а также Верховного Суда Великобритании. Согласно Акту о Шотландии 2016 года, Шотландский парламент не является подведомственным парламенту Соединённого королевства и потому не может быть им распущен.

### Сферы компетенции парламента Шотландии
1. Принятие законов и регулирование на территории Шотландии деятельности в сферах: образования, здравоохранения, сельского хозяйства, лесного хозяйства и рыбоводства, охраны окружающей среды, землеустройства и жилищной сферы, транспорта, туризма, местного самоуправления, а также юстиции[7][8]. В этих сферах парламент обладает правом издания законов, обязательных к исполнению на территории Шотландии, но без права распоряжения бюджетами некоторых социальных фондов, контролирующихся Парламентом Великобритании (см. ниже).
2. Регулирование ставки подоходного налога на территории Шотландии, но не более чем в пределах 3 %
3. С 2014 года, в связи с отказом Шотландии от выхода из состава Великобритании, полномочия Парламента Шотландии были расширены в части права создавать локальные налоги и производить расходы из бюджетов ими пополняемыми,[9] а также получил право на управление субсидиями в области здравоохранения.[10] При этом 70 % налоговой базы в Шотландии остаётся под законодательным контролем Парламента Великобритании, в то время как доходная часть по налоговым обязательствам правительства Шотландии, покрываемая за счёт целевой денежной субсидии из казначейства Великобритании сократится почти вдвое — с 60 % до 35 %. Архивная копия от 9 августа 2016 на Wayback Machine[11][12]

### Сферы исключительной компетенции Парламента Великобритании
1. Любые международные договоры Великобритании
2. Иммиграционное законодательство, определяющее право въезда в Великобританию, в том числе через границу Шотландии
3. До 2014 года управление бюджетами всех социальных выплат населению на территории Шотландии (с 2014 года управление субсидиями здравоохранению передано в полномочия Парламента Шотландии)[10]
4. Вопросы обороны
5. Кроме этого, Парламент Великобритании может издавать любые законы, касающиеся Шотландии (несмотря на существующий конституционный обычай «конвенции Сьюэла» не делать этого в «обычных» случаях)[13], а представители Его Величества могут подать в суд на Парламент Шотландии, если его закон, по их мнению, выходит за рамки компетенции, обозначенной в Акте 1998 года

### Противовес полномочий двух парламентов
Наличие неписаной конституции, отсутствие чёткого разделения властей и двойственность власти Короны создают предпосылки для различной правовой интерпретации властных полномочий, закреплённых за Парламентом Шотландии. Список его полномочий, оговорённых в Акте 1998 года, не является исключающим, в то время как список полномочий Парламента Великобритании таковым является. Например, стало очевидно, что полномочия парламента Шотландии не позволяют накладывать вето на любые межгосударственные соглашения Великобритании, в том числе на соглашения на заключение или расторжения договора с Евросоюзом по итогам Референдума о выходе из ЕС. Депутат парламента Шотландии от Консервативной партии, профессор юриспруденции конституционного права Адам Томкинс комментируя скоропалительные заявления СМИ относительно возможности наложения «вето» на итоги общебританского референдума, назвал их «чепухой» и непониманием журналистов, отметив при этом, Парламент Великобритании лишь обязан будет принять к сведению заявление Шотландского парламента, как таковое, но, в силу превалирования приоритета верховенства власти в Соединённом королевстве за Парламентом Великобритании, последний не будет обязан рассматривать или же принимать какие-либо решения по такому заявлению.
15 мая 2018 года, впервые за 20 лет своего существования в рамках процесса деволюции, Парламент Шотландии проголосовал большинством голосов (93 против 30) за отказ одобрить законопроект Правительства Великобритании о «брексите», таким образом создав беспрецедентную ситуацию, когда Парламент Великобритании сможет принять основополагающий закон против непосредственной законодательной воли Парламента Шотландии. Данная ситуация повторилась в отношении как проекта, так и самого соглашения о выходе Великобритании из ЕС, принятого уже новым британским правительством Бориса Джонсона. В 2021 году то же самое произошло и с законом Парламента Великобритании о Внутреннем рынке, некоторые положения которого подтачивают юрисдикцию шотландских Министров.

## Состав
В отличие от структуры Парламента Великобритании, где суверенная законодательная власть исходит от монарха/короны, власть шотландского Парламента определяется народным суверенитетом, в то время как монарх играет церемониальную роль и назначает ответственное правительство.
Парламент Шотландии насчитывает 129 членов, 73 из которых избираются путём прямого голосования по избирательным округам и 56 — по принципу пропорционального представительства. Парламент избирается на фиксированный четырёхлетний срок и выполняет функции, ранее возложенные на Министерство по делам Шотландии (англ. Scotland Office). Члены парламента разрабатывают законопроекты по целому ряду вопросов, включая здравоохранение, образование, охрану окружающей среды, местное самоуправление, а также имеют право повышать или понижать ставку подоходного налога на три пенса с фунта.
По итогам последних выборов, состоявшихся весной 2021 года, в парламент Шотландии избраны 129 депутатов, представляющих следующие партии:
- Шотландская национальная партия — 64 места;
- Шотландское отделение Консервативной партии Великобритании — 31 мест;
- Шотландское отделение Лейбористской партии Великобритании — 22 мест;
- Либерально-демократическая партия Великобритании — 4 мест;
- Шотландская партия зелёных — 8 мест;

Депутаты парламента избирают председателя (спикера). В настоящее время спикером парламента Шотландии является Элисон Джонстон (с мая 2021 года).

## Избирательная система
Парламент Шотландии избирается по смешанной избирательной системе. Из 129 депутатов 73 избираются по одномандатным округам, а 56 по пропорциональной системе в восьми многомандатных избирательных регионах (каждый из многомандатных регионов посылает в парламент по 7 депутатов).
Избирательные регионы Шотландии: Хайленд и Острова, Северо-Восточная Шотландия, Средняя Шотландия и Файф, Западная Шотландия, Глазго, Центральная Шотландия, Южная Шотландия, Лотиан. Каждый из избирательных регионов состоит из нескольких избирательных округов.

## Резиденция

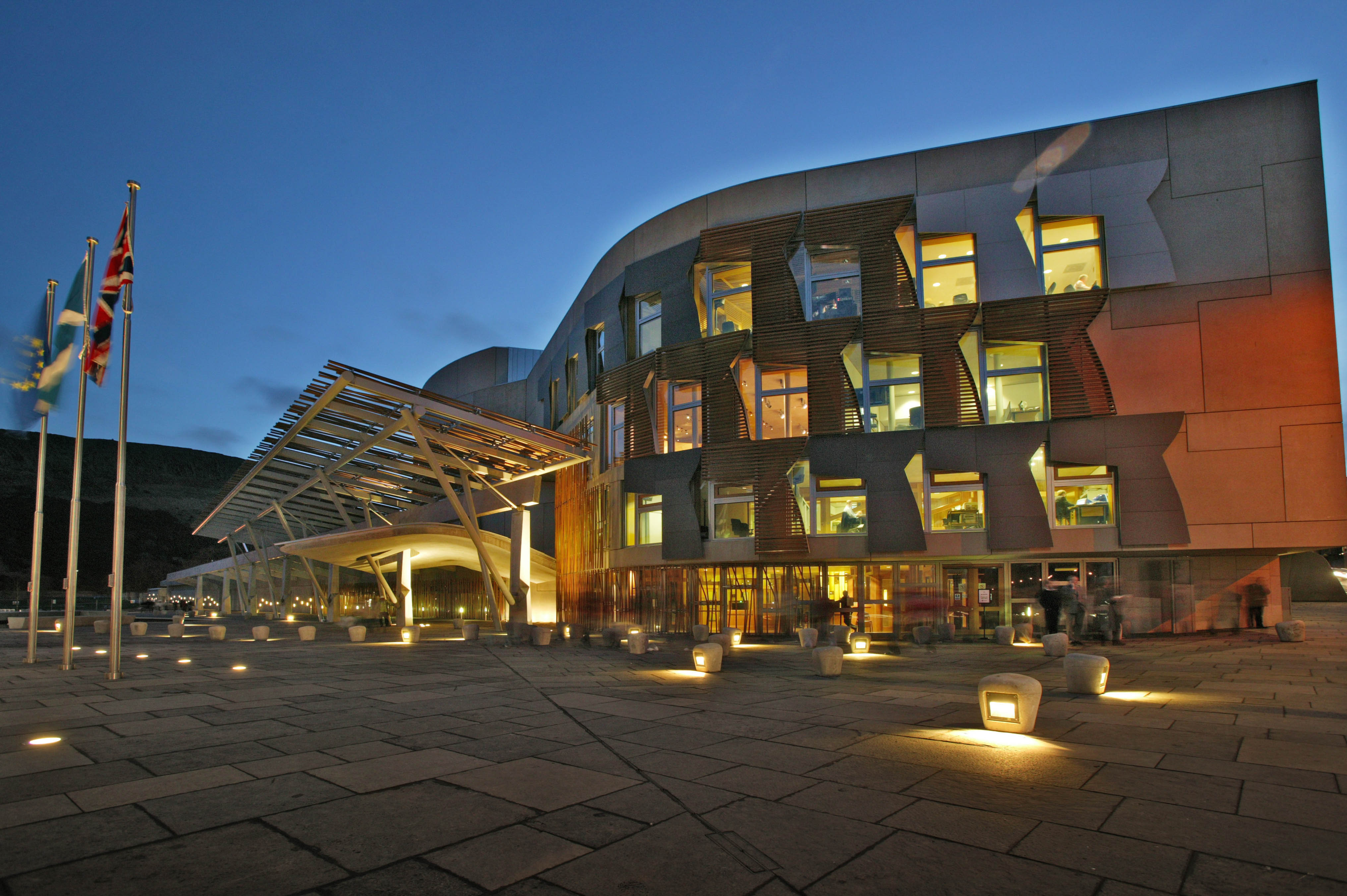
Здание парламента, Эдинбург

Заседания парламента Шотландии, неофициально именуемого «Холируд» (англ. Holyrood), проходят в новом здании парламента в Эдинбурге, построенном в 2004 году по проекту каталонского архитектора Энрика Миральеса и расположенном напротив королевского Холирудского дворца. Листообразные здания парламента и его флигели с крышами, покрытыми дёрном, оригинально вписываются в окружающий парковый ансамбль. Огромные затраты на строительство здания парламента вызвали в своё время значительную критику в шотландском обществе. Недовольство населении можно увидеть в опросе для газеты The Scotsman, проведённом в 2003 году, когда 76 % заявило, что план строительства парламента в Холируде — слабое подобие деволюции. Многие отрицательно отнеслись к росту стоимости и функций правительства Шотландии. Шотландская писательница Кэти Грант в своём докладе назвала деволюцию — «быстро растущей промышленностью». Она сказала, что большие суммы денег поступают не в школы, не в больницы, а в расширяющуюся систему бюрократии, включая группы по контролю частных и государственных организаций, предвыборные кампании и т. п.